# Ambuchananiales
Ambuchananiales é uma ordem monotípica de musgos da classe Sphagnopsida que inclui Ambuchananiaceae como única família. A família Ambuchananiaceae agrupa apenas dois géneros (Ambuchanania e Eosphagnum). A família era tradicionalmente incluída na ordem Sphagnales.